# Zheng Dongsheng
Zheng Dongsheng (chinesisch 鄭東升; * 23. Januar 1992) ist ein ehemaliger chinesischer Leichtathlet, der sich auf den Sprint spezialisiert hat.

## Sportliche Laufbahn
Erste internationale Erfahrungen sammelte Zheng Dongsheng im Jahr 2010, als er bei den Juniorenasienmeisterschaften in Hanoi in 10,65 s die Goldmedaille im 100-Meter-Lauf gewann und sich über 200 m in 21,03 s die Silbermedaille sicherte. Anschließend nahm er an den Asienspielen im heimischen Guangzhou teil und gelangte dort nach 10,38 s auf den siebten Platz über 100 m. Im Jahr darauf schied er bei den Asienmeisterschaften in Kōbe mit 21,57 s in der Vorrunde im 200-Meter-Lauf aus und startete anschließend mit der chinesischen 4-mal-100-Meter-Staffel bei der Sommer-Universiade in Shenzhen und gewann dort in 39,39 s die Silbermedaille hinter dem Team aus Südafrika. 2012 erreichte er bei den Hallenasienmeisterschaften in Hangzhou das Halbfinale im 60-Meter-Lauf und wurde dort disqualifiziert. Im Jahr darauf kam er bei den Ostasienspielen in Tianjin mit 23,03 s nicht über den Vorlauf über 200 m hinaus, gewann aber im Staffelbewerb in 39,19 s die Bronzemedaille hinter den Teams aus Japan und Hongkong. Daraufhin beendete er seine aktive sportliche Karriere im Alter von nur 21 Jahren.

## Persönliche Bestzeiten
- 100 Meter: 10,32 s (+0,2 m/s), 6. August 2010 in Jinan
  - 60 Meter (Halle): 6,67 s, 26. Februar 2011 in Shanghai
- 200 Meter: 21,03 s (−0,9 m/s), 11. Mai 2012 in Kanchanaburi